# (36167) 1999 RG230
1999 RG230 (asteroide 36167) é um asteroide da cintura principal. Possui uma excentricidade de 0.05161570 e uma inclinação de 8.47241º.
Este asteroide foi descoberto no dia 8 de setembro de 1999 por CSS em Catalina.